# Polska gol vol. 2
Polska Gol Vol. 2 – album muzyczny zawierający utwory różnych polskich wykonawców grających muzykę z gatunku punk rock, w szczególności między innymi w nurcie oi!. Wydawcą była wytwórnia Olifant Records. Album został wydany w 2012 r. na jednej płycie kompaktowej. Była to druga część składanki pod tytułem „Polska Gola” prezentującej utwory wykonawców, których członkowie są kibicami i którzy mają w swoim repertuarze utwory dotyczące piłki nożnej, reprezentacji Polski w tej dyscyplinie sportowej, kibicowania. Ta część została wydana z okazji turnieju Euro 2012, który odbył się w Polsce i w Ukrainie.

## Historia
W 2006 r. z okazji zbliżających się mistrzostw świata w piłce nożnej mężczyzn rozegranych w Niemczech (Mistrzostwa Świata w Piłce Nożnej 2006) został wydany album kompilacyjny zawierający utwory różnych polskich wykonawców pod tytułem „Polska gola!” (określanej później jako „Polska Gola Vol. 1”). W albumie znalazły się utwory zespołów muzycznych ze sceny punk rock i oi!, przy czym idea ich doboru polegała na tym, aby byli to ludzie, którzy są nie tylko muzykami ale także kibicami. W związku z organizacją turnieju Euro 2012 przez Polskę i Ukrainę, w 2012 r. wydano kolejną część tak ułożonej kompilacji. Do albumu zakwalifikowano utwory związane z piłką nożną, kibicowaniem, reprezentacją polski w piłce nożnej mężczyzn itp. wykonywane przez zespoły, podobnie jak dla części pierwszej, których członkowie sami są również kibicami. Część wykonawców z pierwszej płyty albumu „Polska Gola”, ma zamieszczone inne niż w części pierwszej swoje utwory w albumie „Polska Gol Vol. 2”. Pośród drużyn piłkarskich, którym kibicują muzycy wymienia się między innymi Lecha Poznań, Pogoń Szczecin, Lechię Gdańsk, Śląsk Wrocław, Legię Warszawa, Motor Lublin, Górnik Zabrze, Zagłębie Lubin i Cracovię.

## Album
Album muzyczny „Polska Gol Vol. 2” został wydany na jednej płycie kompaktowej, w dwóch wersjach, obie w edycji limitowanej. Łączny nakład obu wersji wyniósł 500 sztuk. Pierwsza z wersji została umieszczona w standardowej obwolucie typu „jewel case”. Nakład tej wersji wynosił 300 kopii. Dodatkiem do tej wersji była umieszczona w pudełku ośmiostronicowa książeczka. Druga z wersji różni się od pierwszej między innymi wykorzystaniem opakowania tekturowego. Dla tej edycji nakład wyniósł 200 kopii. Strona tytułowa dla każdej z tych wersji ma nieco odmienną szatę graficzną. W albumie zamieszczono 13 utworów muzycznych. Czas nagrań zamieszczonych na płycie wynosi 43 minuty i 21 sekund.
Album w ramach katalogu wydawnictwa Olifant Records ma przypisany numer 065 (065 CD 2012). Wersja w opakowaniu typu „jewel case” ma przypisany identyfikator wytwórni: Olifant Records – OR065CD, a wersja w kartonowej obwolucie identyfikator: Olifant Records 065. Same płyty kompaktowe natomiast otrzymały następujące oznaczenia: Matrix / Runout: 14554 35535:ALT 2077 Polska Gola 2; Mould SID Code: IFPI AKG C1. Producentem i wydawcą był Olifant Records, natomiast produkcję wykonał Alternati Projekt (identyfikator albumu – ALT 2077), a mastering i tłoczenie wykonał XDiSC (numer albumu – 14554).

## Wykonawcy, muzyka
W albumie zamieszczono utwory następujących wykonawców: All Bandits, Bachor, Contra Boys, Dewastators, Choirak i Heroi, I.V.C., Od Jutra, Odsiecz, Skunx, The Gits, The Junkers, The Sandals. Dla każdego z wymienionych wykonawców zamieszczono po jednym utworze, z wyjątkiem zespołu Contra Boys, którego dwa utwory znalazły się na płycie.
Muzyka prezentowana na płycie zaliczana jest do gatunku muzycznego jakim jest punk rock, w szczególności w nurcie street punk / oi!.

## Utwory
| lp. | Wykonawca       | tytuł                | czas (min:sek) |
| --- | --------------- | -------------------- | -------------- |
| 1   | Contra Boys     | 8 Czerwca            | 2:45           |
| 2   | All Bandits     | Tylko Zwycięstwo     | 3:07           |
| 3   | The Gits        | Od Dzisiaj Orły      | 4:45           |
| 4   | The Junkers     | Cena Zwycięstwa      | 4:32           |
| 5   | The Sandals     | Euro 2012            | 3:32           |
| 6   | Od Jutra        | Biało Czerwoni       | 2:51           |
| 7   | Skunx           | Z Orłem Na Piersi    | 3:20           |
| 8   | I.V.C.          | Stadionowy           | 3:42           |
| 9   | Odsiecz         | Polska Dzisiaj Gra   | 2:54           |
| 10  | Dewastators     | Hej!!! Polska Gol!!! | 2:52           |
| 11  | Choirak I Heroi | Euro 12              | 3:03           |
| 12  | Contra Boys     | Tym Razem            | 3:59           |
| 13  | Bachor          | Euro                 | 2:53           |